# راکو واره

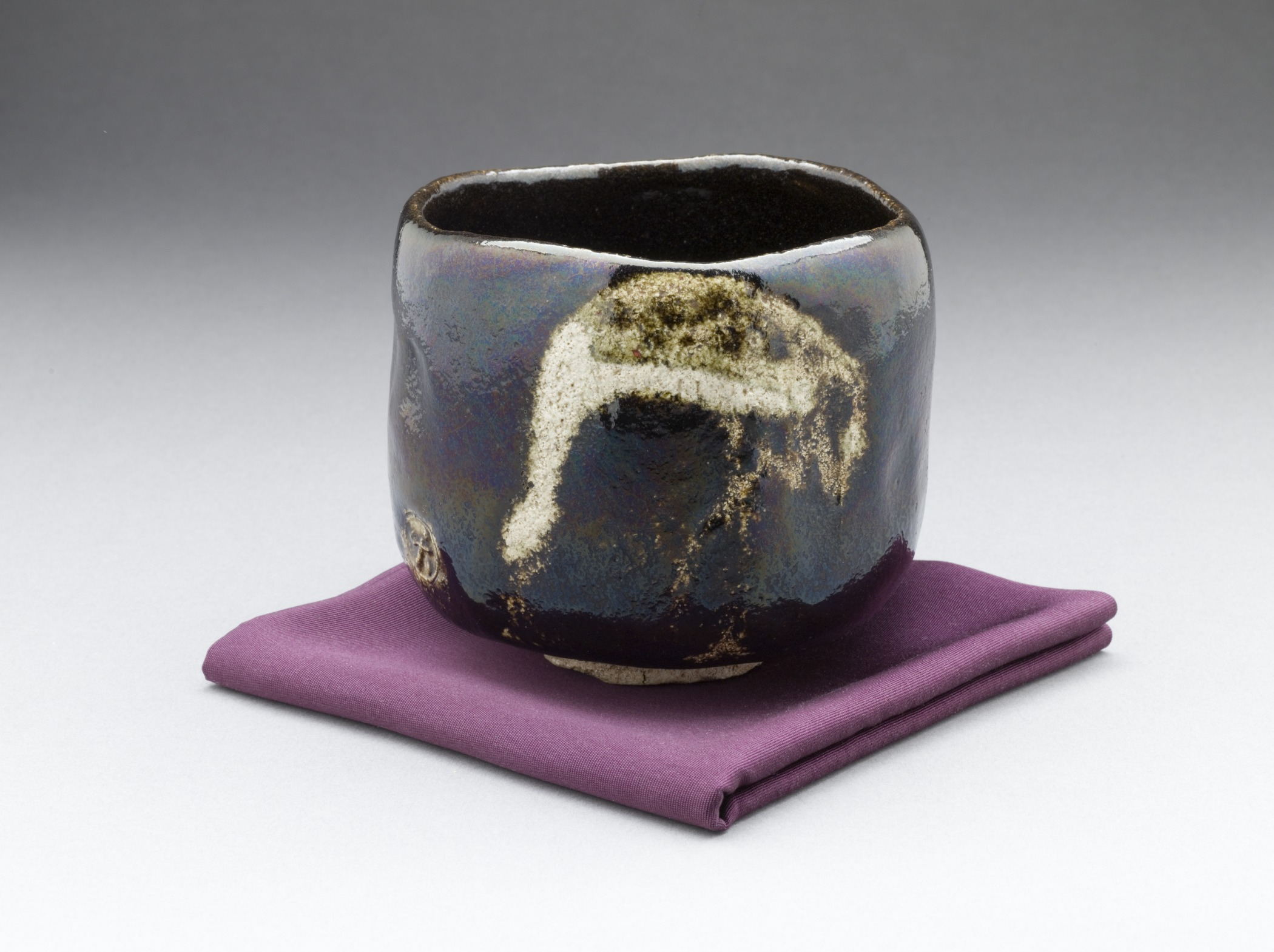

راکو واره، راکو یاکی (به ژاپنی: 楽焼, raku-yaki) نوعی سفال ژاپنی است که به‌طور سنتی در مراسم چای ژاپنی مورد استفاده قرار می‌گیرد، اغلب به شکل کاسه‌های چاوان است. این به‌طور سنتی با دست شکل داده می‌شود.